# Parafia św. Marcina w Chojnacie
Parafia św. Marcina Biskupa w Chojnacie – rzymskokatolicka parafia należąca do dekanatu Mszczonów w diecezji łowickiej. Erygowana w XIII w. 
Od 2012 roku proboszczem parafii jest ks. Krzysztof Majcher. 

## Zasięg parafii
Do parafii należą wierni z miejscowości: Antoninów, Budy Chojnackie, Chojnata, Chojnatka, Chrzczonowice, Franciszków, Gołyń, Huta Zawadzka, Janów, Kowiesy, Michałowice, Nowy Lindów, Nowy Wylezin, Paplin, Paplinek, Stary Wylezin, Turowa Wola, Ulaski, Wędrogów, Wola Pękoszewska (część), Wymysłów i Zawady.